# Смагин, Николай Васильевич
Николай Васильевич Смагин (4 декабря 1850 — 1918) — 1-й гильдии купец (по другим источникам — 2-й гильдии), предприниматель, коммерции советник, голова города Сарапула, общественный деятель. Владелец Торгового дома «Н. В. Смагина Сыновья».

## Биография
В Камско-Вятском открывались новые торговые дома, чаще всего специализировавшиеся на кожевенно-обувном производстве. Первое место по количество торговых домов занимал город Сарапул в Сарапульском уезде. Именно в этом городе было основано торгово-промышленное предприятие «Смагин Николай Васильевич Сыновья. Торговый дом. Кожевенный завод и производство обуви».
Основателем фирмы принято считать Николая Васильевича Смагина. Он родился 4 декабря 1850 года в семье В. И. Смагина и М. М. Смагиной. Николай Васильевич получил хорошее образование и порядочное воспитание от своих родителей. В наследство от отца ему перешли некоторые мелкие купеческие дела. Николай Смагин женился на Анне Васильевне Мощевитиной, дочери купца, и за всю жизнь никогда не жалел об этом браке.
Большой труд, хорошее управление и ответственное отношение к делу позволило стать Торговому дому Смагина самым большим заводом в Сарапуле. Товары продавались на самых крупных ярмарках Ирбитской и Нижнегородской губернии. Предприятие получало различные награды за свою успешную работу: медаль «За трудолюбие и искусство» (от Министерства финансов), медаль всероссийской промышленной выставки в 1896 году, а также несколько наград от самого императора Николая II и разных нижегородский выставках.
Помимо предпринимательской деятельности Николай Васильевич также занимался купеческой. Он входил в состав купцов 1-й гильдии, был городским головой, коммерции советником и потомственным почётным гражданином. После того, как Н. Смагин накопил достаточное количество денег, он вложил их в благотворительность.
27 декабря 1910 года на собрании города решали, присваивать ли Н. В. Смагину звание почётного гражданина города. Звание было присвоено за благотворительную деятельность купца. В частности, Николай Васильевич потратил более 15 лет, служа в Покровской церкви. Он отдал свой каменный дом бедным, а именно для будущего приюта.
Многие в семье Смагиных обладали чувством сопереживания. Так, газета «Прикамская Жизнь» в 1915 году написала, что Н. В. и А. В. Смагины отдали в управление города следующие благотворительные учреждения: приют для детей, богадельню для больных хроническим болезнями. Эти помещения являлись одними из лучших в округе.
Кроме просвещения Н. В. Смагин уделял внимание и церкви. 13 августа 1913 года почётный гражданин, предприниматель и купец Николай Васильевич попросил Преосвященного Мефодия Епископа Сарапульского сделать домовую церковь в заложенной им раньше богадельне для людей в возрасте, немощных рабочих и их близких родственников.
…Здание колокольни … требует капитального ремонта. Церковный староста Покровской церкви Сарапульский купец Н.В. Смагин выразил желание ремонтировать сие здание на свои собственные средства…
В документах за 1916 год священник Пётр Утробин написал список всех заслуг Николая Васильевича. По этим бумагам видно, что Н. В. Смагин отдал свой каменный дом с лавками Покровской церкви, стоимость которого насчитывалась в 10 тысяч рублей, а ещё до этого он сделал для церкви следующее:
- В 1909 году им был украшен стенной живописью придел Петропавлоского храма Петровской церкви. Всего он потратил 3 200 рублей из своего кормана.
- В 1909 году Николай Васильевич организовал ремонт за свои деньги. Было проведено электричество, переустроен сад, произведена побелка стен, покрашена крыша. Всего он потратил 3 450 рублей.
- В 1909 году отдал серебряный хоругви, который стоил 1 600 рублей, и на 1 400 рублей устроил плиточный пол.
- В 1910 году Николай Васильевич потратил 1 000 рублей из своего кармана на позолочение иконостаса двух пределов церкви.
- В 1910 году он потратил 3 850 рублей на проведение электричества и украшение орнаментами и рисунками стен:
- В 1911 году ввёл электровинтеляторы и привёз одежду на сумму 200 рублей.
- С 1909 по 1913 год пожертвовал 6 000 рублей на содержание хора певцов.

За свои заслуги Николай Васильевич Смагин регулярно награждался следующими наградами (информация до 1909 года):
- 24 октября 1884 года он получил благословение Святого Синода и грамоту за вклад в Покровскую церковь;
- 9 июня 1895 года был награждён серебряной медалью на Станиславской ленте в связи с полезной деятельностью по образованию населения;
- 6 мая 1899 года был награждён золотой медалью на Владимирской ленте, которую носил на шее;
- 6 декабря 1905 года был награждён золотой медалью на Андреевской ленте, предназначавшуюся для ношения на шее.
- 3 февраля 1909 года получил Орден Святой Анны 3-й степени за построение на собственные деньги храма в с. Тушке.

Пётр Утробин в виду всех его заслуг просил наградить Николая Васильевича Смагина Орденом Святого Станислава 2-й степени.

## Галерея

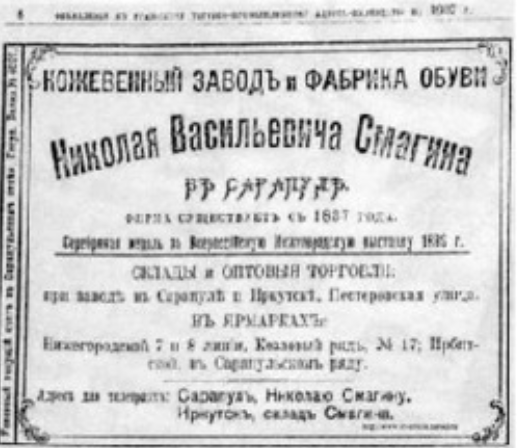
Сертификат Н. В. Смагина
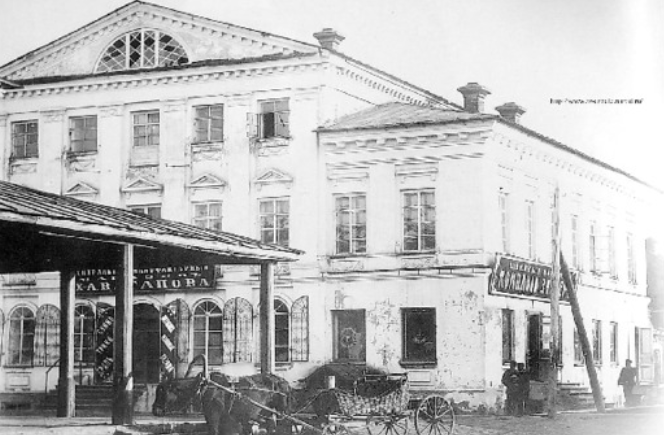
Особняк Смагина Н. В.
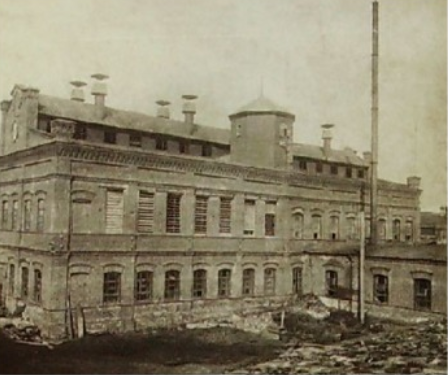
Кожевенный завод Н. В. Смагина
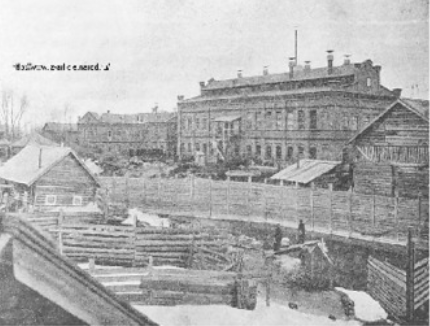
Кожевенный завод Н. В. Смагина (2)